# Reinach (Familie)

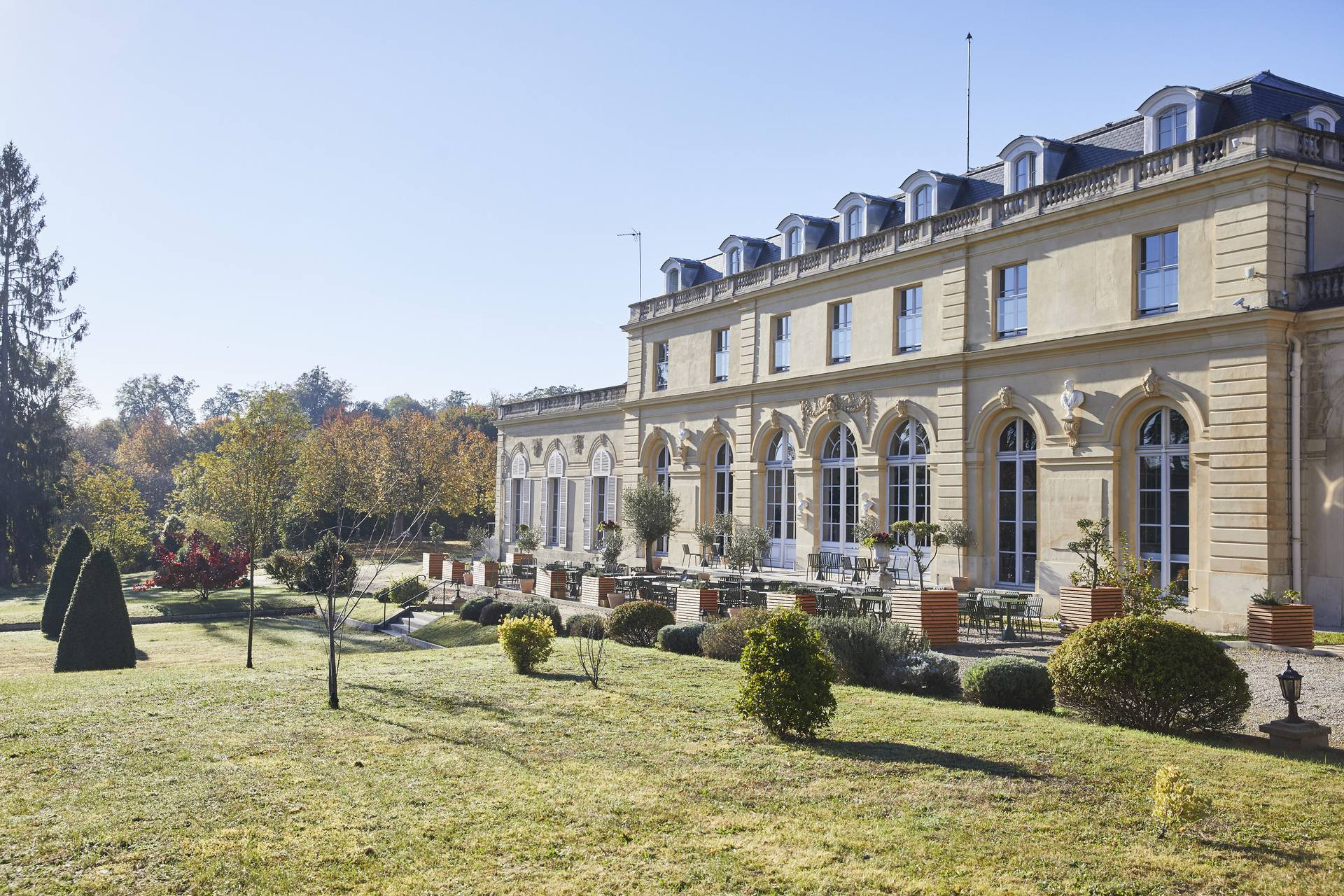
Château-du-Val in Saint-Germain-en-Laye, das sich von 1892 bis 1926 im Besitz der Reinach-Cessac befand

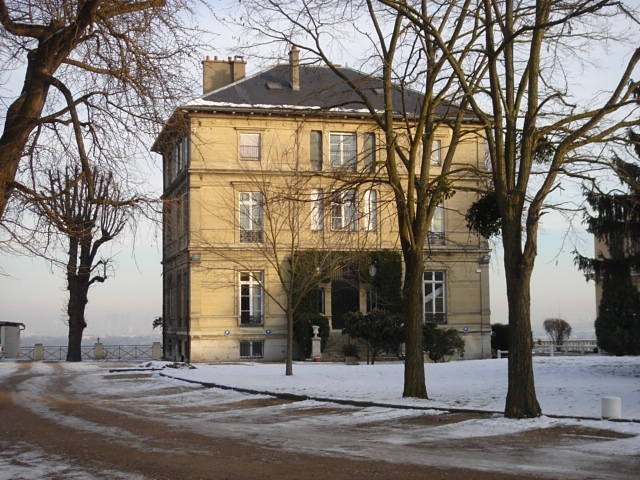
Haus von Salomon Reinach am Rand der Terrasse de Saint-Germain-en-Laye

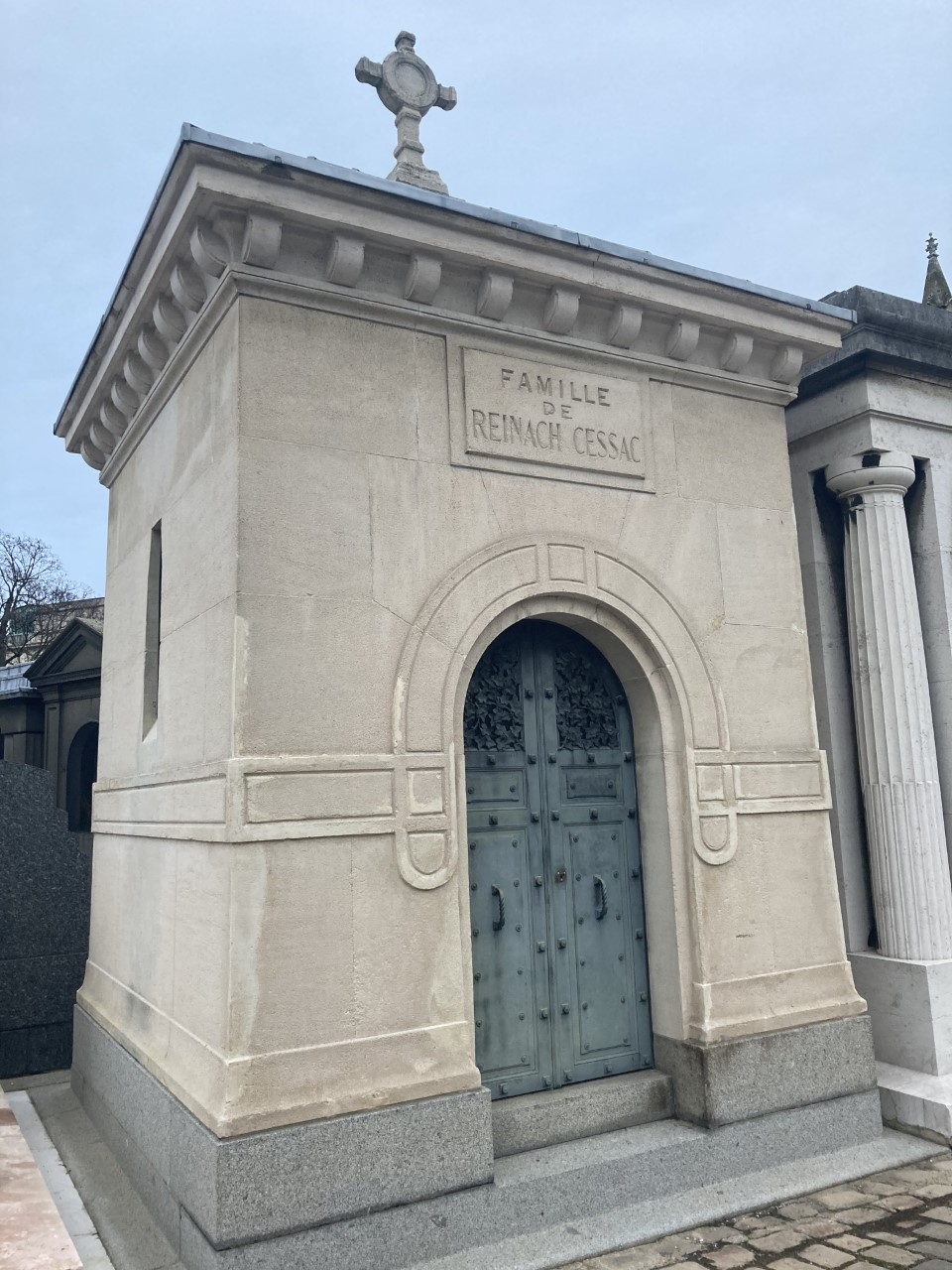
Grabmal der Reinach-Cessac auf dem Cimetière de Passy

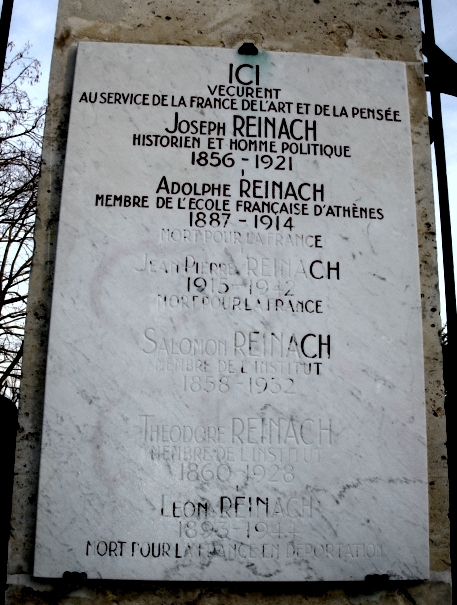
Gedenkstein in der Rue Salomon Reinach, Saint-Germain-en-Laye

Die Reinach sind eine aus Deutschland stammende französisch-jüdische Familie, aus der mehrere herausragende Persönlichkeiten in den Bereichen Kultur, Politik und Finanzen hervorgegangen sind.
Sie ist zu unterscheiden von der elsässischen Adelsfamilie Reinach, die katholischen Glaubens war.

## Geschichte
Der Vorfahre der Familie soll Herz Mayer gewesen sein, der den Ortsnamen „Reinach“ vor 1741 angenommen habe. Zu dieser Zeit ist Jekel Reinach in der jüdischen Gemeinde Mainz bezeugt.
Als Enkel von Herz Mayer zog der Kaufmann Joseph-Jacob Reinach (1781–1856) nach Frankfurt am Main, wo er Therese May (1785–1859), die Tochter eines reichen Bankiers dieser Stadt, heiratete. Im Jahr 1814 gebar Therese Reinach Zwillinge, Adolf und Hermann, die Stammväter der beiden Zweige der Familie sind. Der zweite und später zwei der Söhne des ersten ließen sich in der Mitte des 19. Jahrhunderts in Frankreich nieder.

Adolf von Reinach und seine Nachkommen
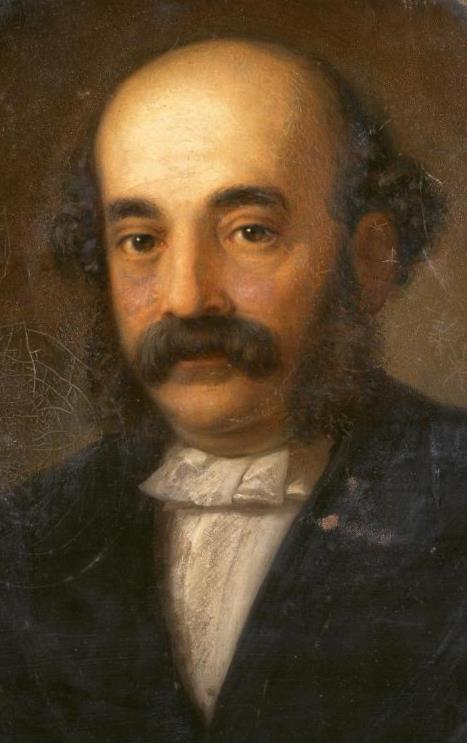
Adolf von Reinach (1814–1879)
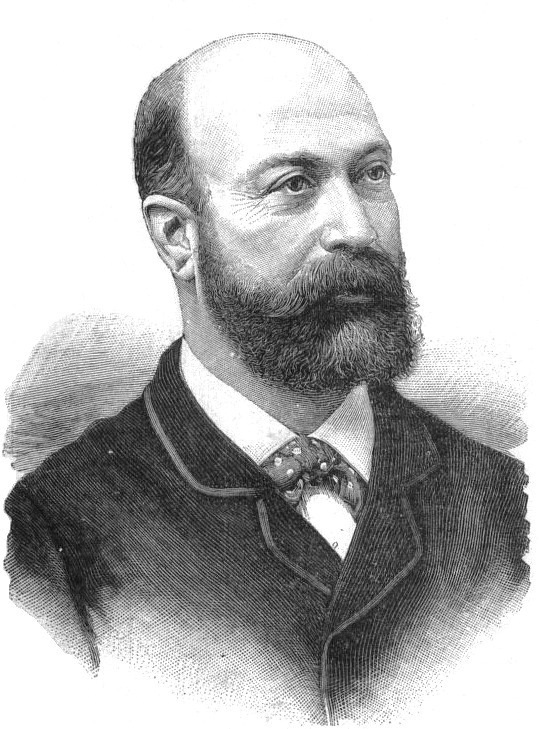
Jacques de Reinach (1840–1892)
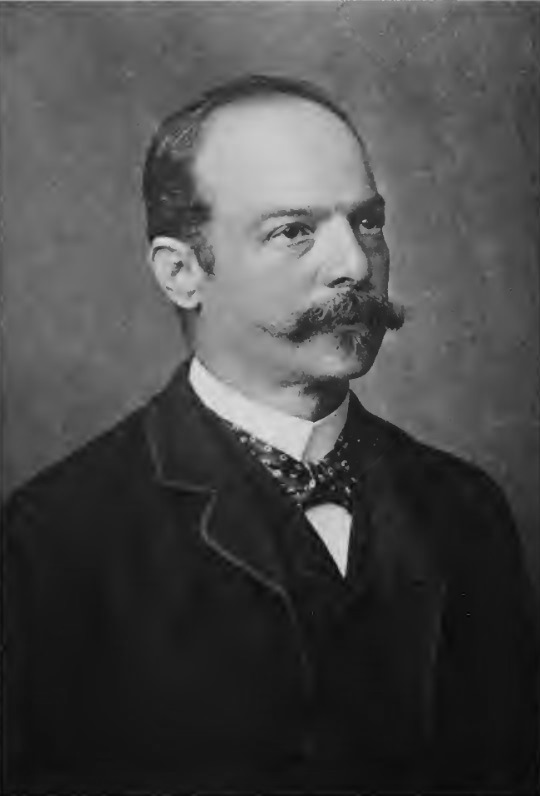
Albert von Reinach (1842–1905)
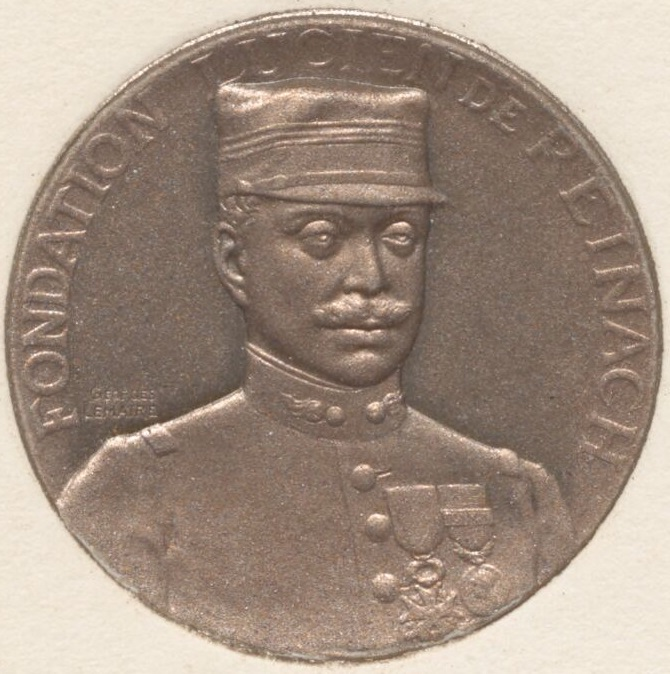
Lucien de Reinach (1864–1909)

## Stammliste
1. Joseph-Jacob Reinach (1781 – 1856 Frankfurt); ⚭ Therese May (1785–1859), Tochter des Bankiers Benedikt-Aron May (1743–1824), Bankier, und Schönie Schnapper
  1. Adolf von Reinach (1814 Frankfurt – 1879 Falkenstein), Bankier, belgischer Konsul in Frankfurt, 1866 italienischer Baron, 1867 vom König von Preußen bestätigt; ⚭ 1839 Clémentine Oppenheim (1822–1899), Tochter von Adolphe Oppenheim
    1. Jacques de Reinach (alias Jacob Adolphe Reinach, 1840 Frankfurt – 1892 Paris), 2. Baron Reinach, französischer Bankier, war in den Panamaskandal verwickelt; ⚭ 1863 Fanny Emden, seine Kusine
      1. Lucien de Reinach (1864 Saint-Germain-en-Laye – 1909), 3. Baron de Reinach, Kolonialbeamter in Indochina
      2. Henriette Clémentine de Reinach (1866 – 1918 Divonne-les-Bains); ⚭ Joseph Reinach (1856–1921), siehe unten
      3. Juliette Maximilienne de Reinach

    2. Albert von Reinach (1842 Frankfurt – 1905), Bankier, Geologe, Paläontologe und Wissenschaftsmäzen; ⚭ Antonie Bolongara Crevenna
    3. Oscar von Reinach (1845 Frankfurt – 1922), 4. Baron de Reinach, 1885 römischer Conte de Reinach de Cessac; ⚭ 2. Juli 1879 Jeanne Félicie Marie Alice Lacuée de Cessac (1846–1920)
      1. Pierre Adolphe Paul Marie de Reinach (1883 – 1969); ⚭ Antoinette Costa de Beauregard (1899–1991) – Nachkommen
      2. Gérard Jacques Paul Marie de Reinach (1884 – X1915 Souchez), keine Nachkommen
      3. Gaston Arthur Antoine de Reinach (1887 – 1971), keine Nachkommen

  2. Hermann Joseph Reinach (1814 Frankfurt – 1899 Paris), 1845 in Frankreich; ⚭ Julie Büding (1828 – 1870), Tochter von Salomon Büding, Bankier in Kassel, und Henriette Heinemann
    1. Joseph Reinach (1856 Paris – 1921 ebenda), Rechtsanwalt, Journalist und Politiker, Zeuge in der Dreyfus-Affäre; ⚭ Henriette Reinach (1866 – 1918), Tochter seines Vetters Jacques Reinach (siehe oben)
      1. Julie Reinach (1885 – 1971); ⚭ 1905 Pierre Goujon (1875 – X1914), Politiker
      2. Adolphe Reinach (1887 Paris – X1914 Fossé), Archäologe, Hellenist und Ägyptologe; ⚭ 1912 Marguerite Dreyfus (1890 – 1980), Tochter von Mathieu Dreyfus, dem Bruder von Alfred Dreyfus, und Suzanne Schwob, sie heiratete in zweiter Ehe Ernest Mercier (1878–1955)
        1. Suzanne Reinach (1913 – 2013); ⚭ (1) 1932 Gérard Pereire (1907 – 1978); ⚭ (2) 1936 Emmanuel Amar (1913 – 1944); ⚭ (3) 1947 Gilbert Georges Cahen-Salvador (1911 – 1988)
        2. Françoise Reinach (1914 – 1996); ⚭ (1) 1933 Raymond Geismar (1911 Reims); ⚭ (2) 1946 Pierre Beck (1917 Chambéry)
        3. Jean-Pierre Reinach (1915 Paris – X1942 Velle-le-Châtel); ⚭ 1941 Naomi Luisa Nina de Rothschild (1920 – 2007), Tochter von Lionel Nathan de Rothschild (1882 – 1942) und Marie Louise Eugénie Beer (1892 – 1975), sie heiratete 1947 in zweiter Ehe Bertrand Léopold Goldschmidt (1912 – 2002)
          1. Tochter

    2. Salomon Reinach (1858 Saint-Germain-en-Laye – 1932 Boulogne-Billancourt), Archäologe; ⚭ 1891 Rose Margouleff (1865)
    3. Théodore Reinach (1862 Saint-Germain-en-Laye – 1928 Paris), Archäologe, Mathematiker, Jurist, Historiker und Politiker; ⚭ (1) 1886 Charlotte Marie Evelyne Hirsch Kann (1863 – 1889); ⚭ (2) 1891 Fanny Thérèse Kann (1870 – 1917)
      1. (1) Hélène Reinach (1887 Paris – 1960 ebenda)
      2. (1) Gabrielle Reinach (1889 Paris – 1970 Neuilly-sur-Seine)
      3. (2) Julien Reinach (1892 Paris – 1962), im Sammellager Drancy und im KZ Bergen-Belsen inhaftiert;[1] ⚭ (1) 1918 Rita Lopez-Silva di Bajona [de Silva de Bayona] (1893–1944); ⚭ (2) 1952 Madeleine Roque – Nachkommen
      4. (2) Léon Reinach (1893 Paris – 1944 KZ Auschwitz), Musiker und Komponist; ⚭ Béatrice de Camondo (1894 – 1945 KZ Auschwitz)
        1. Fanny Reinach (1920 – 1943 KZ Auschwitz)
        2. Bertrand Reinach (1923 – 1944 KZ Auschwitz)

      5. (2) Paul Reinach (1895 – 1963); ⚭ (1) Cécile Goldet (1901 – 1987); ⚭ (2) Yvonne la Borde (1907 – 1997) – Nachkommen
      6. (2) Olivier Reinach (1901 Paris – 1971 Bourges); ⚭ (1) 1927 Mathilde Amandine Fouquet; ⚭ (2) 1949 Marie Louise Farge; ⚭ (3) 1964 André Adèle Louise Xambeu

Hermann Reinach und seine Nachkommen
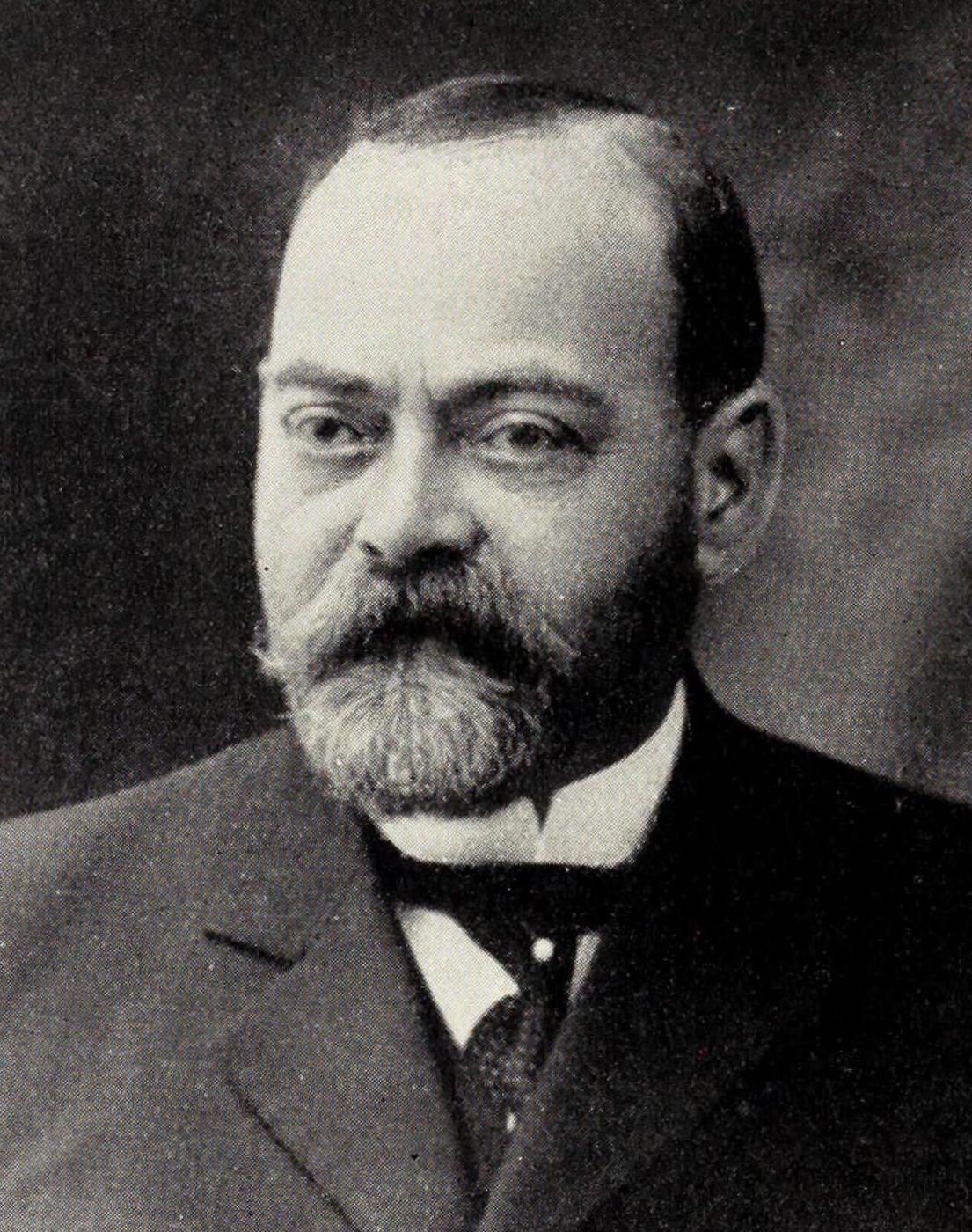
Joseph Reinach (1856–1921)
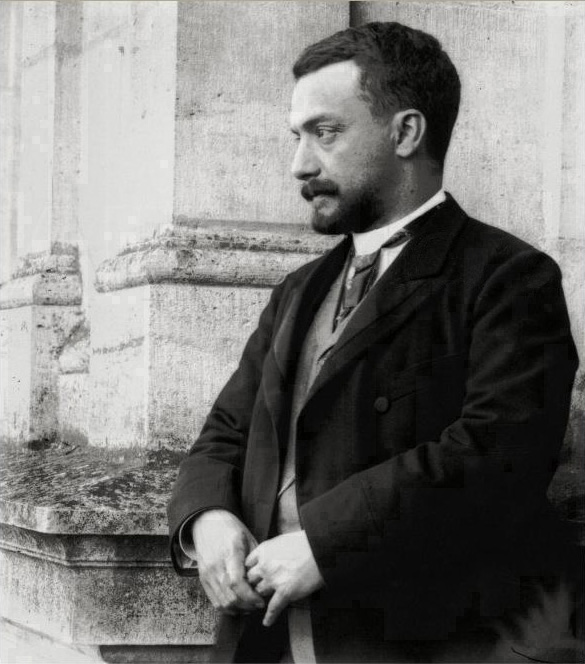
Salomon Reinach (1858–1932)
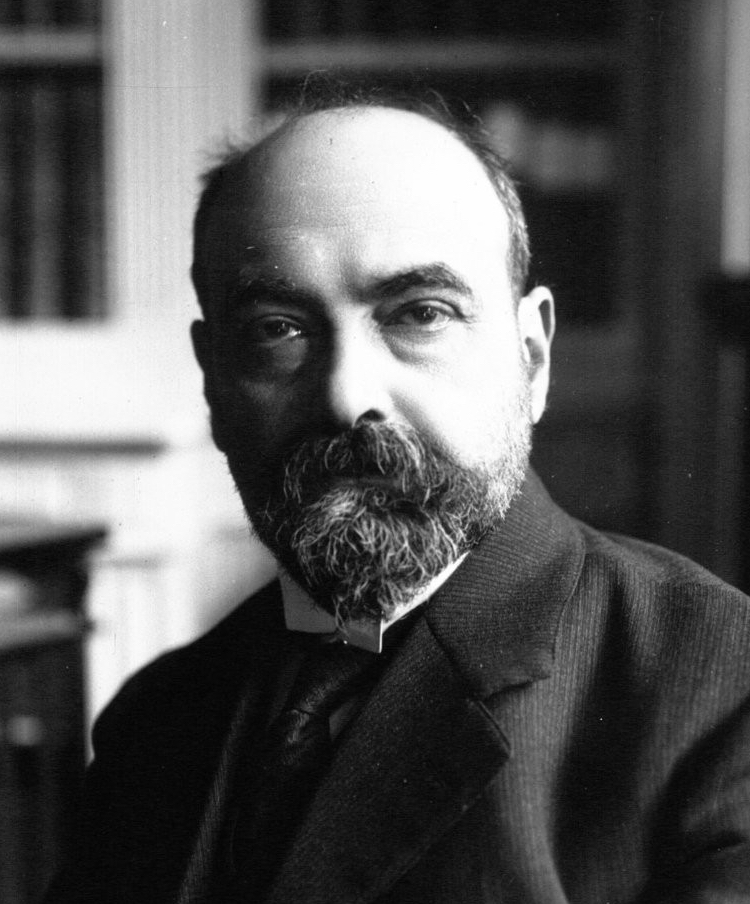
Théodore Reinach (1860–1928)
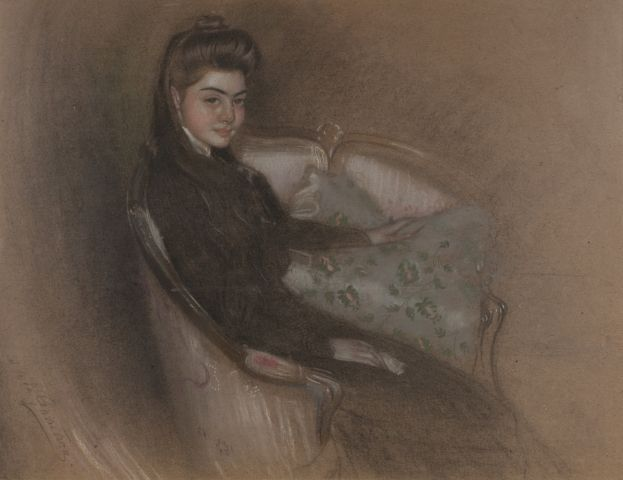
Julie Reinach (1885–1971)
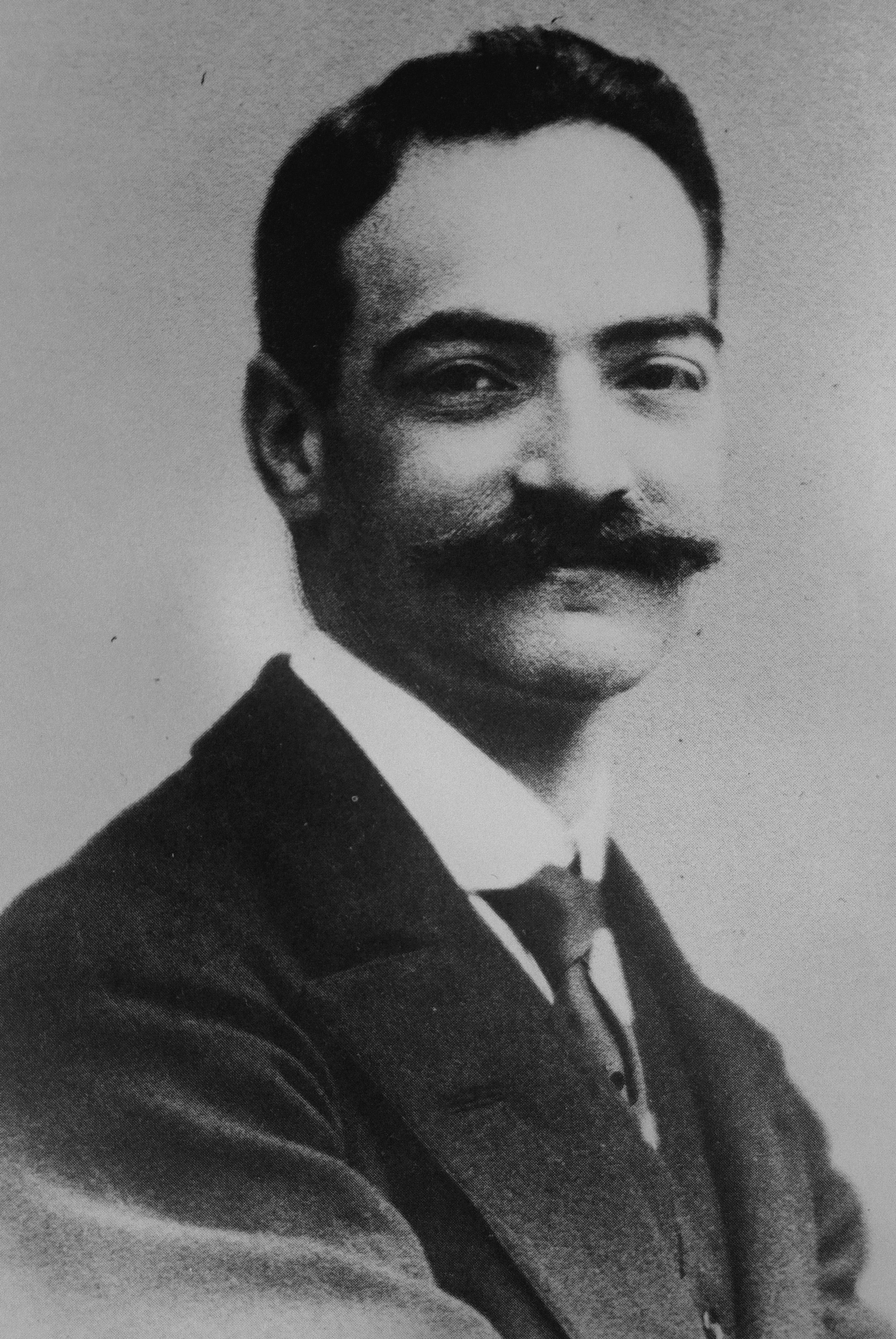
Adolphe Reinach (1887–1914)